# Potez 34
Dimensions
Le Potez 34  est un monoplan monomoteur français conçu en 1929.

## Historique
Le Potez 34 est construit par la société des Aéroplanes Henry Potez. Il dérive du Potez 28m et adopte la configuration à cabine fermée sans visibilité avant et périscope du Ryan NYP Spirit of St. Louis. 
Il est destiné à gagner le record de distance en circuit fermé puis en ligne droite. Les premières tentatives se soldent par des crevaisons de pneu ou des ruptures du circuit d'huile. Des modifications sont réalisées dont l'échange du moteur Farman contre un Hispano-Suiza plus léger et l'adoption d'une hélice métallique.
Le 18 juin 1929, le record de France de distance en circuit fermé est battu avec un parcours de 6517 km effectué par Lionel de Marmier et Louis Favreau. Le record mondial ne peut être dépassé à la suite d'une défaillance technique.
Le 25 juin 1929, le même équipage tente de battre le record de distance en ligne droite en direction de l'Extrême-Orient. L'apparition de vibrations dans l'hélice provoque un atterrissage à Tunis et l'échec de la tentative.
L'avion est prêté par le ministère de l'Air à Joseph Le Brix, assisté par Maurice Rossi, pour un raid de Paris à Saïgon. Trois étapes doivent avoir lieu à Benghazi, Bassorah et Allahabad. La tentative débute le 16 décembre 1929 puis une panne survient au-dessus de la Birmanie dans la nuit du 22 au 23 décembre 1929. L'avion s'écrase dans la jungle mais ses passagers réussissent à se parachuter.

## Variantes
- 34.1 : moteur Farman 12 We

- 34.2 : moteur Hispano-Suiza 12 Lbr

## Utilisateurs
- France :
  - État français : 1 prototype sous les couleurs de l'Aéronautique militaire